# Botia almorhae
Pour les articles homonymes, voir Botía.
Espèce
Statut de conservation UICN

 LC  : Préoccupation mineure
Botia almorhae est une espèce de poissons d'eau douce de la famille des Cobitidae (ordre des Cypriniformes).

## Répartition
Ce poisson se rencontre en Inde et au Népal. Il a été également signalé en Birmanie. Cette espèce est présente dans les ruisseaux de collines à une altitude minimale de 190 m et les adultes migrent vers de plus hautes altitudes dans l'Himalaya (notamment jusqu'à Katmandou situé à 1 400 m). Elle préfère les fonds rocheux ou gravillonneux.

## Description
Botia almorhae peut mesurer jusqu'à 155 mm, queue non comprise.

## Galerie

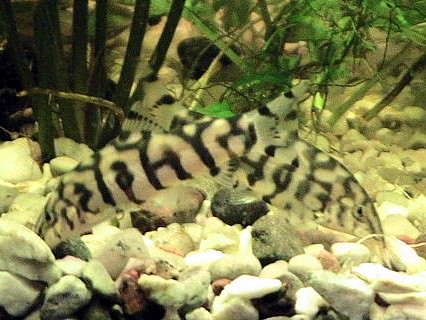
Spécimens en aquarium.
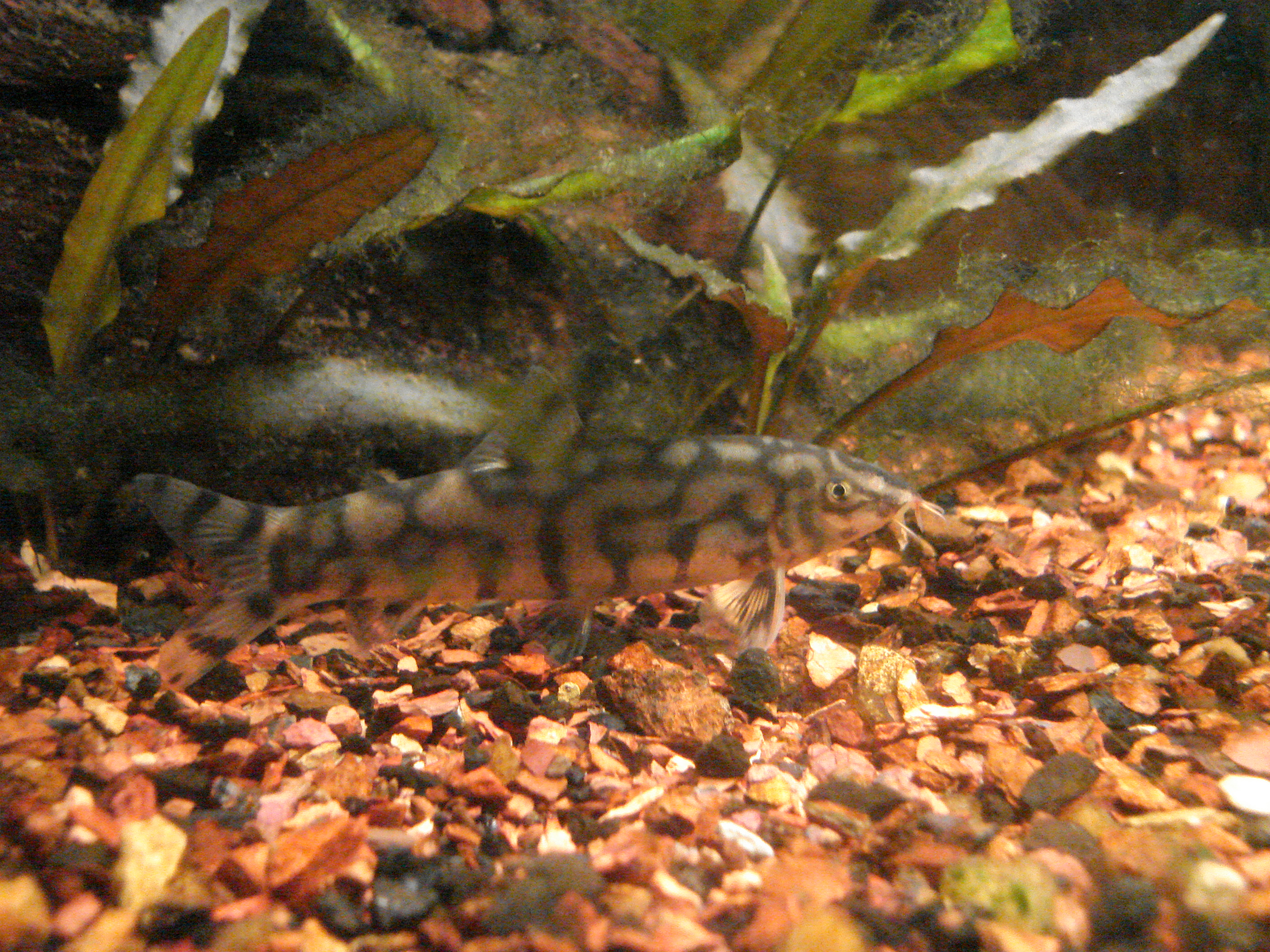
Spécimens en aquarium.

## Botia almorhaeet l'Homme
C'est un poisson fréquemment proposé dans le commerce aquariophile[réf. souhaitée].

## Classification
Le nom valide complet (avec auteur) de ce taxon est Botia almorhae Gray, 1831,.
Les motifs sur son corps en noir et blanc peuvent parfois ressembler au mot « yoyo » (surtout chez les juvéniles), d'où son surnom « Loche yoyo »[réf. souhaitée].
Botia almorhae a pour synonymes :
- Botia blythi Bleeker, 1863
- Botia grandis Gray, 1832
- Schistura maculata McClelland, 1839

### Étymologie
Son épithète spécifique, almorhae, fait référence à sa localité type, Almorha dans le Nord de l'Inde,.

### Publication originale
- (en) John Edward Gray, « Description of twelve new genera of fish, discovered by Gen. Hardwicke, in India, the greater part in the British Museum », Zoological Miscellany, Londres,‎ 1831, p. 7-9 (lire en ligne, consulté le 24 juillet 2024).